# Headstrong
Headstrong je debitantski album američke pop pjevačice Ashley Tisdale, a objavljen je 6. veljače 2007. godine u izdanju Warner Bros Recordsa. Album je dospio na 5. mjesto na Billboard 200, a u prvom tjednu prodaje prodan je u 64.000 primjeraka.

## Informacije o albumu
Album se pokazao kao veliki uspjeh te je bio na 5. mjestu na Billboardovih 200. Singl "He Said She Said" koji je izdan 1. rujna 2006., re-izdan je 27. rujna 2007. Album je u SADu prodan u preo pola milijuna primjeraka i dobio je zlatnu certifikaciju.
Ashley je bila odlučna u svom naumu da snimi pjesme koje je dotaknu i da sadržavaju tekst po kojem je se može prepoznati, te je priznala da je album nazvan 'Headstrong' jer je ona uporan tip osobe.

## Promocija i turneja
Tisdale je promovirala svoj album tijekom High School Musical turneje, izvedbom nekoliko pjesama s albuma. Pjesme "Be Good to Me" i "He Said She Said" izvela je u različitim američkim TV emisijama tijekom promocije albuma.  Pjesma "He Said She Said" je korištena u reklami za Eckō Red.

## Popis pjesma
| Br. | Skladba                                                                                                  | Trajanje |
| --- | --- | -------- |
| 1.  | »Intro" (Jack D. Elliot)«                                                                                | 1:09     |
| 2.  | »So Much for You" (Adam Longlands, Lauren Christy, Scott Spock, Graham Edwards)«                         | 3:05     |
| 3.  | »He Said She Said" (Jonathan Rotem, Evan "Kidd" Bogart, Ryan Tedder)</ssmall>«                           | 3:08     |
| 4.  | »Be Good to Me" (featuring David Jassy)" (Kara DioGuardi, David Jassy, Joacim Persson, Niclas Molinder)« | 3:33     |
| 5.  | »Not Like That" (Ashley Tisdale, Joacim Persson, Niclas Molinder, Pelle Ankarberg, David Jassy)«         | 3:01     |
| 6.  | »Unlove You" (Guy Roche, Shelly Peiken, Sarah Hudson)«                                                   | 3:29     |
| 7.  | »Positivity" (Guy Roche, Shelly Peiken, Samantha Jade)«                                                  | 3:44     |
| 8.  | »"Love Me for Me" (Diane Warren)«                                                                        | 3:45     |
| 9.  | »"Goin' Crazy" (Joacim Persson, Niclas Molinder, Pelle Ankarberg, Celetia Martin)«                       | 3:09     |
| 10. | »Over It" (Ashley Tisdale, Bryan Todd, Michael Smith)«                                                   | 2:54     |
| 11. | »Don't Touch (The Zoom Song)" (Adam Anders, Nikki Hassman, Rasmus Bille Bahncke, Rene Tromborg)«         | 3:11     |
| 12. | »We'll Be Together" (Shelly Peiken)«                                                                     | 4:00     |
| 13. | »Headstrong" (Adam Longlands, Lauren Christy, Scott Spock, Graham Edwards) «                             | 3:11     |
| 14. | »Suddenly" (Ashley Tisdale, Janice Robinson)«                                                            | 3:39     |

### Bonus pjesme

#### Target Ekskluzvno izdanje[5]
Bonus DVD s 30-ak minuta ekskluzivnog materijala.

#### Wal-Mart ekskluzivno izdanje[6]
1. Who I Am (Bryan Todd, Anton Bass, Michael "Smidi" Smith) — 3:19
2. It's Life (Ashley Tisdale, Shelly Pieken, Mark Ford Hammond) — 3:48

#### Japansko izdaanje[7]
1. Be Good to Me (THC-Sukarufati Radio Edit Club Remix) — 5:49

#### iTunesizdanje[8]
- "Intro" isključen od liste pjesma, a pjesma "So Much for You" je prva.

1. I Will Be Me (Bryan Todd, Michael "Smidi" Smith) — 3:16
2. He Said She Said (Instrumental) — 3:08
3. Be Good to Me (Instrumental) — 3:14

## Top liste
| Top liste                           | Država      | Pozicija albuma | Prodaja | Certifikacija |
| ----------------------------------- | ----------- | --------------- | ------- | ------------- |
| Argentinska ljestvica albuma        | Argentina   | 7               | 20.000+ | zlatna        |
| Austrijska ljestvica albuma         | Austrija    | 21              |         |               |
| Top 30 najprodavanijih CD-ova       | Brazil      | 1               | 40.000+ | zlatna        |
| Ljestvica Media Control             | Njemačka    | 33              |         |               |
| Irska glazbena organizacija         | Irska       | 16              | 15.000+ | zlatna        |
| Glazbena organizacija Novog Zelanda | Novi Zeland | 22              |         |               |
| Švicarska ljestvica albuma          | Švicarska   | 98              |         |               |
| Britanska ljestvica albuma          | UK          | 155             |         |               |
| Billboard 200                       | SAD         | 5               | 500.000 | zlatna        |

Ljestvica kraja godine
| Ljestvica (2007.) | Država | Pozicija albuma |
| ----------------- | ------ | --------------- |
| Billboard 200     | SAD    | 196             |

## Datum izdavanja albuma
| Država                            | Datum               | Izdavač              | Format                   | Katalog    |
| --------------------------------- | ------------------- | -------------------- | ------------------------ | ---------- |
| Sjedinjena Američke Države/Kanada | 6. veljače 2007.    | Warner Bros. Records | CD/CD+DVD                | 9362499995 |
| Japan                             | 13. veljače 2007.   | Warner Bros. Records | CD                       | 9362.44425 |
| Brazil                            | 27. veljače 2007.   | Warner Bros. Records |                          | 621899     |
| Azija                             | 20. ožujka 2007.    | Warner Bros. Records |                          |            |
| Australija                        | 9. travnja 2007.    | Warner Bros. Records |                          | 9362433002 |
| Ujedinjeno Kraljevstvo            | 15. listopada 2007. | Warner Bros. Records |                          |            |
| Japan                             | 14. studenog 2007.  | Warner Music Japan   | CD                       | WPCR-12738 |
| Njemačka                          | 23. studenog 2007.  | Warner Bros. Records | CD/CD+DVD/Deluxe Edition |            |

## Zasluge
- Vokal – Ashley Tisdale
- Pozadinski vokali – Ashley Tisdale, Jack D. Elliot, Keely Pressly, The Matrix, Kara DioGuardi, David Jassy, Victoria Sandstorm, Tahnii Marquis, Windy Wagner, Bryan Todd, Tata Young, Marissa Pontecorvo i Lanae` Hale
- Klavijature - Rasmus Billie Bähncke
- Bas – Adam Anders
- Gitara - Adam Anders, Emanuel Kiriakou i Joacim Persson

## Produkcija
- Izvršni producent: Lori Feldman i Tom Whalley
- Proizvođači: J. R. Rotem, The Matrix, Kara DioGuardi, Bryan Todd, Guy Roche, Twin, Scott Spock, Shelly Peike.
- Vokalni Producent: Adam Anders i Nikki Hassman
- Mastering: Chris Gehringer
- Masterinh asistent: Will Quinnell
- Inženjeri: Adam Anders, Rasmus Billie Bähncke, Dushyant Bhakta, Stuart Brawley, Steve Churchyard, Joe Corcoran, Dave Dillbeck, Kara DioGuardi, Chris Holmes, Emanuel Kiriakou, Alan Mason, The Matrix, Greg Ogan i Twin
- Pomoćnik inženjera: Tom Bender i Cliff Lin
- A&R: Tommy Page
- Fotograf: Mark Liddell
- Art Direction: Ellen Wakayama
- Dizajner: Julian Peploe